# Ludvig Håkanson
Ludvig Erik Håkanson (* 22. März 1996 in Stockholm) ist ein schwedischer Basketballspieler.

## Laufbahn
Håkanson, auch unter dem Spitznamen Ludde bekannt, spielte in der Jugend des Vereins Alviks BBK und wechselte im Alter von 15 Jahren in den Nachwuchsbereich des FC Barcelona. Sein Vater Olle war ebenfalls schwedischer Basketballnationalspieler. In Barcelona wurde Håkanson im Laufe der Saison 2014/15 erstmals in der höchsten spanischen Spielklasse, der Liga ACB, eingesetzt. Um weitere Spielpraxis zu sammeln, wurde der Schwede zweimal innerhalb der ACB und einmal zum lettischen Verein BK VEF Rīga ausgeliehen.
Im Sommer 2017 wurde er vom spanischen Erstligisten CB Estudiantes verpflichtet. In der Sommerpause 2019 verließ er Spanien in Richtung Polen und schloss sich Stelmet Zielona Góra an. 2020 ging er nach Spanien zurück und schloss sich dem Erstligisten CB Bilbao Berri an. Innerhalb Spaniens nahm er 2023 einen Vereinswechsel zum CB Murcia vor.
Joventut de Badalona wurde 2025 Håkansons nächster Verein.

### Nationalmannschaft
Håkanson nahm mit den U16- und U18-Auswahlmannschaften seines Heimatlandes an B-Europameisterschaften teil und glänzte bei den Turnieren als offensivstarker Spieler. Im Jahr 2014 war er mit 25,5 Punkten je Begegnung bester Korbschütze des Albert-Schweitzer-Turniers in Deutschland. Später nahm er auch in der Herrennationalmannschaft Schwedens eine Führungsrolle ein.